# Anthony Fisher
Anthony Colin Fisher O.P. (Sydney, 10 maart 1960) is een Australisch geestelijke en aartsbisschop van de Katholieke Kerk.
Fisher bezocht de middelbare school in Sydney en studeerde vervolgens rechten aan de Universiteit van Sydney. Hier studeerde hij in 1984 af. Hij was vervolgens werkzaam bij een advocatenkantoor.
Een jaar later trad Fisher toe tot de Orde der Dominicanen en verhuisde hij naar Melbourne waar hij, vanuit de congregatie van de dominicanen aldaar, theologie studeerde. Hij legde zijn eeuwige geloften af op 18 februari 1987 en werd op 14 september 1991 priester gewijd. Hij studeerde daarna aan de Universiteit van Oxford, waar hij in 1995 promoveerde in de godgeleerdheid.
Teruggekeerd in Australië, was Fisher werkzaam op het generalaat van de dominicanen in Melbourne, terwijl hij tezelfdertijd doceerde aan de Australische Katholieke Universiteit. In 2000 was hij oprichter van het John Paul II Institute for Marriage and Family, waarvan hijzelf de eerste directeur werd. Hij werd vervolgens door paus Johannes Paulus II benoemd in de Pauselijke Academie voor het Leven. Onderwijl was hij als bisschoppelijk vicaris (speciaal belast met vragen rond de gezondheidszorg) actief voor eerst het aartsbisdom Melbourne en vervolgens het aartsbisdom Sydney. Daarnaast was hij als geestelijk verzorger verbonden aan het parlement van de staat Victoria.
Johannes Paulus II benoemde Fisher op 16 juli 2003 tot hulpbisschop van Sydney en tot titulair bisschop van Buruni; zijn bisschopswijding vond plaats op 3 september 2003. In deze functie gaf hij leiding aan de organisatie van de Wereldjongerendagen die in 2008 in Sydney plaatsvonden.
In januari 2010 benoemde paus Benedictus XVI Fisher tot bisschop van Parramatta. Fisher, die tal van functies bekleedt binnen de Australische Bisschoppenconferentie (vooral op het gebied van medisch-ethische kwesties), werd op 18 september 2014 benoemd tot aartsbisschop van Sydney. Als zodanig volgde hij George Pell op.
- Bibliothèque nationale de France: cb16591408t (data)
- Gemeinsame Normdatei: 173835724
- International Standard Name Identifier: 0000 0000 6461 9284
- Library of Congress Control Number: n2011047110
- Nationale Bibliotheek van Tsjechië: uk2012704346
- Nationale bibliotheek van Australië: 35086202
- Trove: 469240
- Virtual International Authority File: 91447422
- WorldCat: E39PBJrCh4776qMhjPBvWW94bd